# 朱麗安妮·瑪麗 (不倫瑞克-沃爾芬比特爾)
不倫瑞克-沃爾芬比特爾的朱麗安妮·瑪麗（德語：Juliane Marie von Braunschweig-Wolfenbüttel，1729年9月4日—1796年10月10日），丹麥和挪威王后，1752年至1766年在位。
1752年，朱麗安妮·瑪麗與丹麥國王弗雷德里克五世結婚，兩人的獨子弗雷德里克是日後的丹麥國王克里斯蒂安八世的父親。
朱麗安妮·瑪麗同时也是俄罗斯沙皇伊凡六世的姑母。伊凡六世被废黜后被杀。1780年，俄罗斯女沙皇叶卡捷琳娜二世将伊凡六世的四个弟妹送到丹麦交给朱麗安妮·瑪麗。按双方的约定，朱麗安妮·瑪麗将他们舒适地软禁在霍尔森斯，由叶卡捷琳娜二世提供生活所需资金。朱麗安妮·瑪麗从未亲自看望过这四个侄子女，他们后来都没有结婚，失意而死。